# 20017 Алікскатеріне
20017 Алікскатеріне (1991 TF14, 1977 EF4, 20017 Alixcatherine) — астероїд головного поясу, відкритий 2 жовтня 1991 року.
Тіссеранів параметр щодо Юпітера — 3,425.